# Bataille de Platte Bridge
Guerres indiennes
La bataille de Platte Bridge, qui eut lieu le 26 juillet 1865 est l'aboutissement d'une offensive des Lakotas, Sioux et Cheyennes contre l'armée des États-Unis.

## Déroulement de la bataille

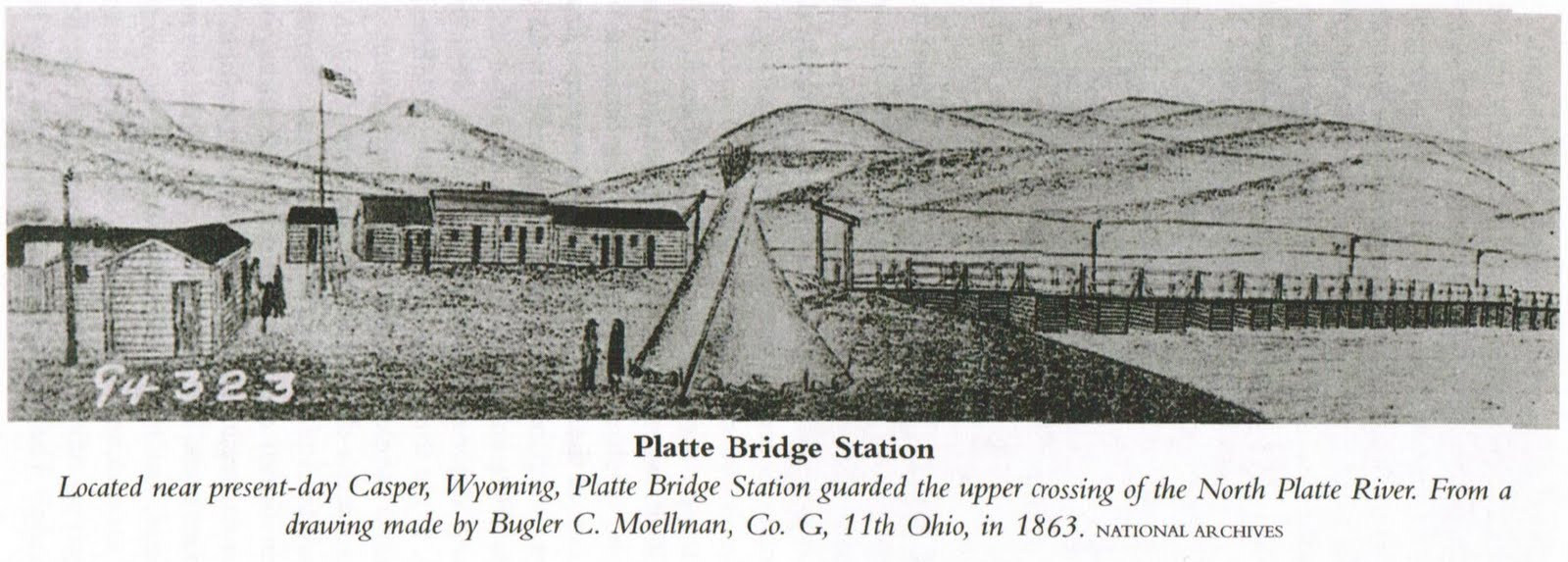
Platte Bridge et Platte Bridge Station.

Les tribus des Indiens des Plaines avaient été indignées par le massacre de Sand Creek dans le Territoire du Colorado, perpétré par Chivington. Aussi en 1865 l'hostilité des Amérindiens éclata dans les Plaines. En réponse, les troupes de l'Armée de l'Union ainsi que le 3e régiment des Volontaires de l'Infanterie U.S. stationnèrent à Platte Bridge et sur d'autres sites le long de la piste.
En juillet 1865 les tribus Cheyennes conduites par Dull Knife, et Sioux conduites par Red Cloud, décidèrent d'éliminer Platte Bridge Station, les petites casernes alentour, ainsi que leurs habitants. Plus tard le 26 juillet 1865 un convoi avec 23 hommes sous le commandement du sergent Amos Custard transitant de Sweetwater Station vers l'est à Platte Bridge Station fut anéanti, 22 convoyeurs furent tués, un seul réussit à s'échapper en traversant la Platte River à la nage.
Le lieutenant Caspar Collins avec un petit détachement de soldats fut envoyé de Platte Bridge Station pour essayer d'atteindre le convoi afin de l'escorter jusqu'à la caserne. Mais au moment de traverser le pont vers le nord ils furent assaillis par les Sioux et les Cheyennes. Le lieutenant Collins et plusieurs de ses hommes furent tués. Platte Bridge Station fut rebaptisée Fort Caspar.